# Denmark - You'll love it!
Denmark - You'll love it! er en dansk turistfilm fra 1979, der er instrueret af Svend Aage Lorentz.

## Handling
Entertainer Victor Borge præsenterer Danmark for sin amerikanske datter Frederikke, som han kalder 'Ricky'. Borge viser hende hovedstaden og Tivoli og tager os med til Kronborg og Frederiksborg Slot, hvor han til sin store glæde får lov til at spille på Compeniusorglet. Derfra til Spøttrup Borg, Torbenfeld Gods og Egeskov Slot. Så er de i Dyrehaven, under hubertusjagten, besøger H.C. Andersens Hus i Odense og cykler igennem Ærøskøbing. I et lille intermezzo fra det kulinariske Danmark får man opskriften på frikadeller og en introduktion til, hvordan danskerne drikker snaps. Herfra springer filmen til Den Gamle By i Aarhus, hvor Borge og Ricky kører i hestevogn og besøger bagerbutikken og køber honningkager. Videre går det i kano på Silkeborgsøerne over Himmelbjerget til Skagen Havn, hvor Ricky får en introduktion til det danske fiskebord.